# Jennifer López Velásquez
Jenni López (Lanzarote, 4 de agosto de 2004) es una futbolista española. Juega como defensa en el Atlético de Madrid B de la Primera Federación de España.

## Trayectoria

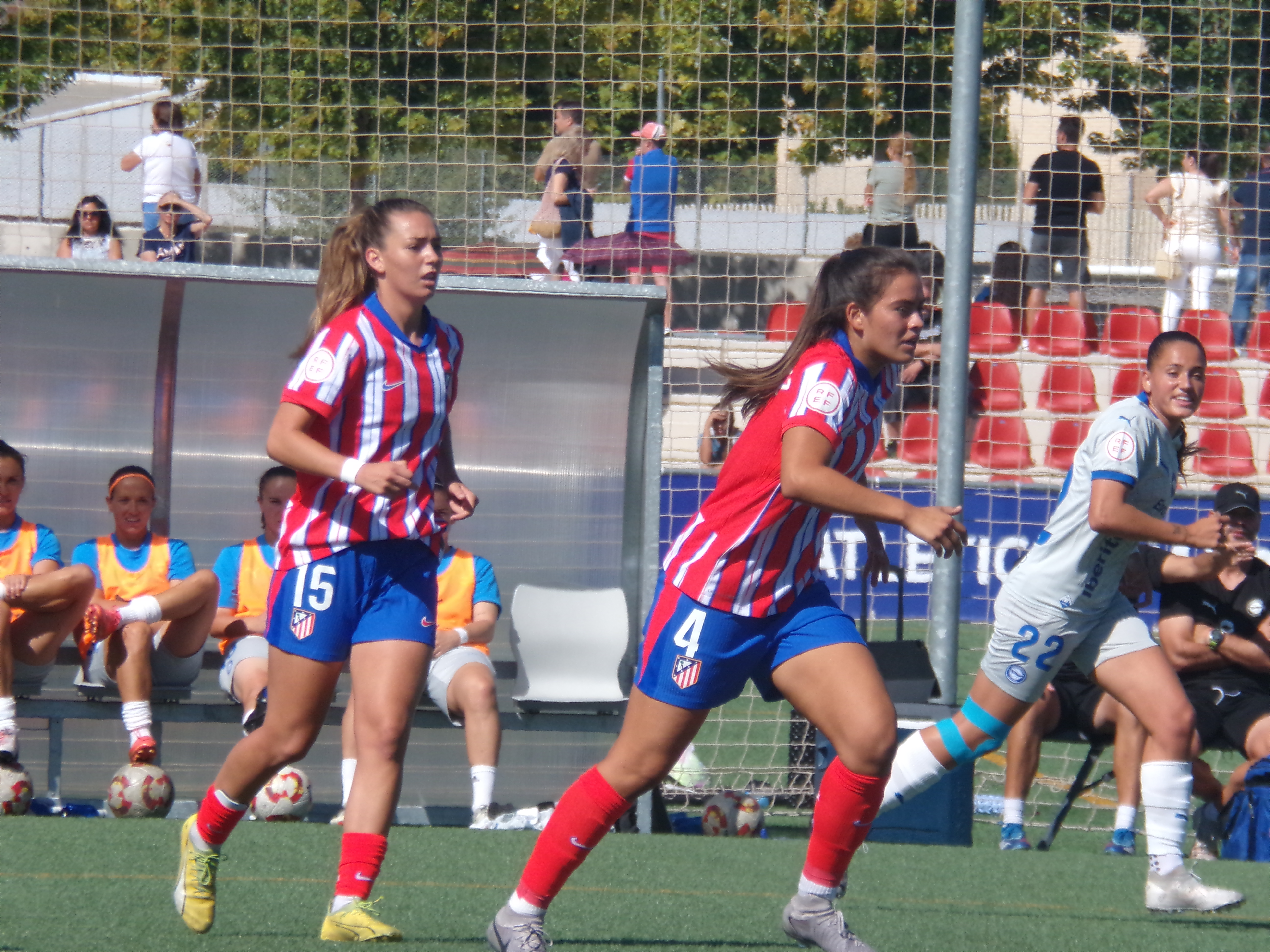
Sara Martínez y Jenni López jugando con el Atlético de Madrid B ante el Alavés en septiembre de 2024

Jenni López ha jugado en las categorías inferiores del Orientación Marítima, club en el permaneció hasta categoría infantil. En la temporada 2018-19 jugó en Puerto del Carmen Fem antes de pasar al Tacuense en 2019, que militaba en Segunda División. Ante la falta de apoyos económicos e institucionales el club se vio obligado a buscar opciones que garantizaren su supervivencia. En la temporada 2019-20, con 15 años, jugó 4 partidos. Mientras el equipo ocupaba la decimoquinta plaza, posición de descenso, la pandemia de coronavirus obligó a suspender la competición. En pleno confinamiento nacional se anunció un acuerdo de colaboración entre Real Unión de Tenerife y Tacuense que acabaría fructificando en una fusión entre ambos que se haría efectiva en agosto. El histórico club chicharrero absorbió todos los equipos del Tacuense que pasaron a constituir su sección femenina. Permaneció otras dos temporadas más en la Real Unión de Tenerife Tacuense, afianzándose como titular y manteniendo la categoría. 
En verano de 2022 fichó por el Real Betis B. El 18 de septiembre debutó en  Primera División con el primer equipo. Durante el año alternó convocatorias con el primer equipo con partidos jugados con el filial. Al finalizar la temporada el club verdiblanco afrontó una reestructuración de su cantera que supuso el descenso administrativo del filial y varias jugadoras abandonaron el club.
En verano de 2023 fichó por el Atlético de Madrid B de la Primera Federación, que en su anuncio señaló que «destaca por ser una central contundente, física y por su buen juego aéreo y velocidad.» Fue titular en el Atlético de Madrid B, y contribuyó a la permanencia del filial rojiblanco en la Segunda División.

## Selección nacional
En septiembre de 2022 fue convocada para una concentración de entrenamientos de la selección española sub-19.

## Estadísticas

### Clubes
Actualizado al último partido jugado el 27 de abril de 2024.
| Club | Div.          | Temporada     | Liga  | Liga  | Liga   | Copas nacionales(1) | Copas nacionales(1) | Copas nacionales(1) | Copas internacionales(2) | Copas internacionales(2) | Copas internacionales(2) | Total | Total | Total  | Media goleadora(3) |
| Club | Div.          | Temporada     | Part. | Goles | Asist. | Part.               | Goles               | Asist.              | Part.                    | Goles                    | Asist.                   | Part. | Goles | Asist. | Media goleadora(3) |
| --- | ------------- | ------------- | ----- | ----- | ------ | ------------------- | ------------------- | ------------------- | ------------------------ | ------------------------ | ------------------------ | ----- | ----- | ------ | ------------------ |
| Real Unión de Tenerife Tacuense · España |               |               |       |       |        |                     |                     |                     |                          |                          |                          |       |       |        |                    |
| 2.ª | 2019-20       | 4             | 0     |       | -      | -                   | -                   | -                   | -                        | -                        | 4                        | 0     |       | -      |                    |
| 2.ª | 2020-21       | 24            | 0     |       | -      | -                   | -                   | -                   | -                        | -                        | 24                       | 0     |       | -      |                    |
| 2.ª | 2021-22       | 29            | 1     |       | -      | -                   | -                   | -                   | -                        | -                        | 29                       | 1     |       | 0.03   |                    |
| Total club | Total club    | 57            | 1     |       | -      | -                   | -                   | -                   | -                        | -                        | 57                       | 1     |       | 0.02   |                    |
| Real Betis B · España |               |               |       |       |        |                     |                     |                     |                          |                          |                          |       |       |        |                    |
| 2.ª RFEF | 2022-23       | 12            | 0     |       | -      | -                   | -                   | -                   | -                        | -                        | 12                       | 0     |       | -      |                    |
| Total club | Total club    | 12            | 0     |       | -      | -                   | -                   | -                   | -                        | -                        | 12                       | 0     |       | -      |                    |
| Real Betis · España |               |               |       |       |        |                     |                     |                     |                          |                          |                          |       |       |        |                    |
| 1.ª | 2022-23       | 3             | 0     |       | -      | -                   | -                   | -                   | -                        | -                        | 3                        | 0     |       | -      |                    |
| Total club | Total club    | 3             | 0     |       | -      | -                   | -                   | -                   | -                        | -                        | 3                        | 0     |       |        |                    |
| Atlético de Madrid B · España |               |               |       |       |        |                     |                     |                     |                          |                          |                          |       |       |        |                    |
| 2.ª | 2023-24       | 26            | 0     |       | -      | -                   | -                   | -                   | -                        | -                        | 26                       | 0     |       | -      |                    |
| Total club | Total club    | 26            | 0     |       |        |                     |                     |                     |                          |                          | 26                       | 0     |       |        |                    |
| Total carrera | Total carrera | Total carrera | 98    | 1     |        |                     |                     |                     |                          |                          |                          | 98    | 1     |        | 0.01               |
| (1) Incluye datos de Copa de la Reina y la Supercopa. (2) Incluye datos de Liga de Campeones Femenina de la UEFA. (3) No incluye goles en partidos amistosos. |               |               |       |       |        |                     |                     |                     |                          |                          |                          |       |       |        |                    |